# Martin Kasík
Martin Kasík (* 1976 in Frenštát pod Radhoštěm) ist ein tschechischer Pianist.
Kasík studierte am Konservatorium von Ostrava bei Monika Tugendliebová und bei Ivan Klánský an der Akademie der Darstellenden Künste in Prag. Außerdem nahm er Meisterkurse bei Lazar Berman, Eugen Indjic, Christian Zacharias, Paul Badura-Skoda, Claude Helffer und Pierre Jasmin. Er gewann erste Preise beim Internationalen Klavierwettbewerb 1994 im schwedischen Kil, beim Chopin-Wettbewerb in Mariánske Lázne 1997, beim Internationalen Klavierwettbewerb "Prager Frühling" 1998 und bei der europäischen Ausscheidung der Young Concert Artists International Auditions ebenfalls 1998. Im Folgejahr erreichte er das Finale des Wettbewerbes, 2000 wurde er mit dem Davidoff Prix als bester tschechischer Interpret unter 28 Jahren im Bereich der klassischen Musik ausgezeichnet.
2000 unternahm Kasík eine Konzerttournee durch die USA und Kanada. 2002 trat er mit dem Chicago Symphony Orchestra unter Leitung von Pinchas Zukerman auf. 2004 folgte einer Japan-Tournee mit der Tschechischen Philharmonie, 2005 eine weitere USA-Tournee. 2006 spielte er die Uraufführung von Sylvie Bodorovás Klavierkonzert Come d'accordo mit den Prager Philharmonikern. Nach Konzerten in Deutschland, Österreich, der Slowakei und der Schweiz (mit dem Tonhalle-Orchester Zürich unter Jiří Kout) gastierte er 2008 u. a. in Großbritannien, Polen und Spanien. Neben Rundfunkaufnahmen spielte Kasík mehrere CDs mit Kompositionen von Bach, Beethoven, Chopin, Schumann, Rachmaninow, Slavický und anderen ein.

## Diskographie
- Martin Kasík - Live from Prague
- Martin Kasík: Allegro barbaro
- Martin Kasík: Chopin
- Martin Kasík, Wihanovo kvarteto: Dvořák, Schumann - Piano quintets
- Martin Kasík, Kristina Krkavcova: Dvořák - Slavonic Dances
- Antonín Dvořák: Piano and Cello Concertos